# Konsulat Generalny Nauru w Brisbane
Konsulat Generalny Nauru w Brisbane (ang. Consulate General of the Republic of Nauru in Brisbane) – misja konsularna Republiki Nauru w Brisbane, w Związku Australijskim. Jest to jedyne przedstawicielstwo Nauru w Australii.